# Peter Waieng
Peter G. Waieng (4 de abril de 1966 – 22 de agosto de 2013) fue un político de Papúa Nueva Guinea. Waieng fue diputado del Parlamento Nacional de Papua Nueva Guinea, representando a Kundiawa-Gembogl de 1997 a 2002. Waieng también ocupó el cargo de Ministro de Defensa dentro del gabinete del Primer Ministro como miembro del parlamento.
Peter Waieng se licenció en política en la Universidad de Papua Nueva Guinea en 1989 y obtuvo el Máster en relaciones internacional en la Universidad de Wollongong en 1995.
Con tan solo 31 años, Waieng fue elegido para el Parlamento Nacional de Papua Nueva Guinea en las elecciones de 1997. En esta legislatura, ocupó la cartera del Ministerio de Defensa. En 2002, no consiguió la reelección y abandonó el escaño.
Peter Waieng murió el 22 de agosto de 2013 por heridas a causa de un ataque a la edad de 44 años.